# 85293 Tengzhou
85293 Tengzhou è un asteroide della fascia principale. Scoperto nel 1994, presenta un'orbita caratterizzata da un semiasse maggiore pari a 3,1297755 UA e da un'eccentricità di 0,1323251, inclinata di 14,45590° rispetto all'eclittica.
L'asteroide è dedicato alla città di Tengzhou, situata nella provincia di Shandong in Cina.